# Tom Herlaar
Tom Herlaar (Vlaardingen, 29 augustus 1957) is een Nederlands journalist en radiopresentator. 

## Biografie
Herlaar werd op 29 augustus 1957 geboren in een slagersgezin in Vlaardingen. Vanaf zijn dertiende was hij, naast zijn opleiding aan de Detailhandelsschool, werkzaam bij de ziekenomroep in Schiedam, de ZOS. Na zijn studie ging hij in 1975 voor de TROS werken, waar hij met Martin Brozius de Tien Om Kindershow presenteerde en het kindersportprogramma Sport na Sport. In 1977, na zijn militaire dienstplicht, kwam Herlaar in dienst van de Evangelische Omroep (EO).

## Carrière
Vanaf 1977 presenteerde Herlaar bij de EO het actualiteitenradioprogramma Tijdsein op Hilversum 3 en later op Radio 1. Hij was nog een jaar lang te zien in het tv-programma Hobby tv, maar maakte eind jaren '90 de overstap naar Radio 2. Hier werkte hij onder andere aan programma's als Voor Elk Wat Wils, Gospel Hits, de Avond van 2, 2 Voor het Weekend en De Gouden Greep. In 2006 werd Herlaar de vaste presentator van Open Huis. Ook presenteerde hij onder andere Eva Radio, De Muzikale Fruitmand en EO Door de Week. Ook presenteerde Herlaar van 1985 tot 2004 jaarlijks het kerstgroetenprogramma In dienst van de vrede, waarin uitgezonden Nederlandse militairen kerst- en nieuwjaarsgroeten konden uitspreken naar familie en verwanten in Nederland.
Andere radioprogramma's die Herlaar presenteert, zijn Open Huis en het zondagmorgenprogramma Vroeg op 5 op NPO Radio 5.

## Politiek
Naast zijn presentatiewerkzaamheden houdt hij zich bezig met radiotechniek (radioautomatisering) en de productie van radioverslagen van (grote) evenementen. Bij de gemeenteraadsverkiezingen van 2014 stond Herlaar in de gemeente Huizen op nummer 3 van de kieslijst voor de ChristenUnie. Deze partij verwierf twee zetels; Herlaar is sindsdien fractieondersteuner en lijstopvolger.

## Persoonlijk
Herlaar is getrouwd en heeft vier kinderen. Sinds 1 januari 2024 is hij met pensioen.